# Lava Hot Springs
Lava Hot Springs é uma cidade localizada no estado americano de Idaho, no Condado de Bannock.

## Demografia
Segundo o censo americano de 2000, a sua população era de 521 habitantes.
Em 2006, foi estimada uma população de 481, um decréscimo de 40 (-7.7%).

## Geografia
De acordo com o United States Census Bureau tem uma área de
1,8 km², dos quais 1,8 km² cobertos por terra e 0,0 km² cobertos por água. Lava Hot Springs localiza-se a aproximadamente 1530 m acima do nível do mar.

## Localidades na vizinhança
O diagrama seguinte representa as localidades num raio de 28 km ao redor de Lava Hot Springs.